# يوهانس بلاسكوفيتز
يوهانس بلاسكوفيتز (بالألمانية: Johannes Blaskowitz)‏ كان جنرالًَا ألمانيًّا خلال الحرب العالمية الثانية وشارك في الحرب العالمية الأولى. نال وسام صليب الفارس من الصليب الحديدي مع أوراق السنديان والسيوف.
قاد الجيش الثامن خلال غزو بولندا وكان القائد الأعلى للقوات الألمانية في بولندا المحتلة من 1939 إلى 1940. أرسل للقيادة العليا الألمانية عدة مذكرات احتجاج ضد الجرائم التي ترتكبها قوات الإس إس، وأعطى أحكامًا بالإعدام لعدد من أفراد الإس إس للجرائم المرتكبة ضد المدنيين. عُزل عن قيادته، لكن في وقت لاحق أعطيت له قيادة مجموعة الجيوش جي، خلال غزو الحلفاء لجنوب فرنسا وعملية رياح الشمال، التي تعد آخر عملية هجومية ألمانية على الجبهة الغربية خلال الحرب.
بعد الحرب، وُجهت إليه التهم في محاكمة القيادات العليا في نورمبرج. لكنه انتحر في 5 فبراير 1948. وبُرئ من جميع التهم بعد وفاته.

## وصلات خارجية
- يوهانس بلاسكوفيتز على موقع الموسوعة البريطانية (الإنجليزية)
- يوهانس بلاسكوفيتز على موقع مونزينجر (الألمانية)

1. 1 2  Brockhaus Enzyklopädie | Johannes Blaskowitz (بالألمانية), OL:19088695W, QID:Q237227
2. ↑  Nuremberg Trials Project (بالإنجليزية), QID:Q78909371